# Golf Hotel (Crail)

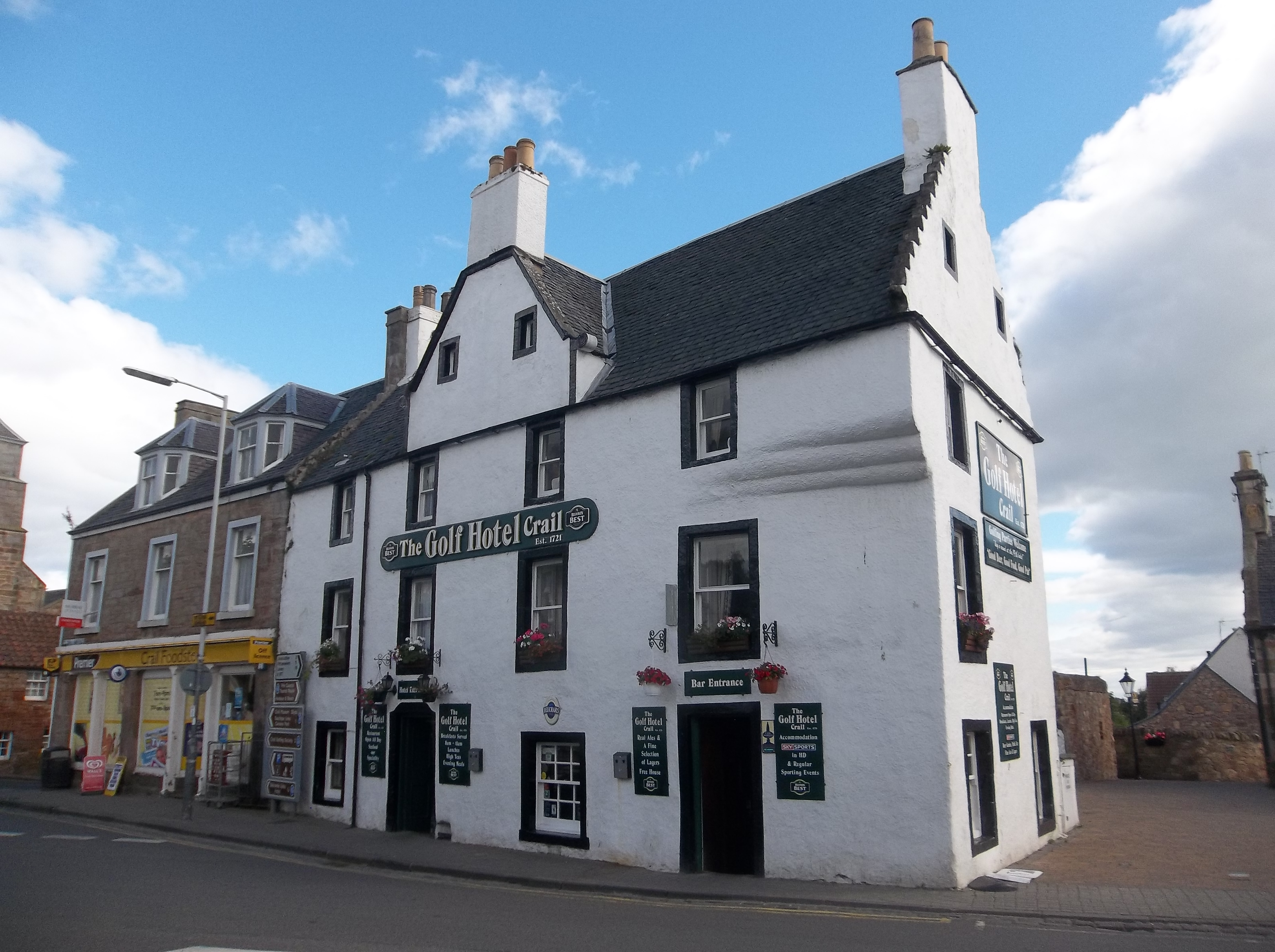
Golf Hotel von Crail

Das Golf Hotel ist ein Hotel in der schottischen Ortschaft Crail in der Council Area Fife. 1972 wurde das Bauwerk als Einzeldenkmal in die schottischen Denkmallisten in der höchsten Denkmalkategorie A aufgenommen.

## Beschreibung
Das Golf Hotel steht direkt an einem Knick der Hauptverkehrsstraße (A917) im Zentrum von Crail. Das historische Gebäude stammt aus dem 18. Jahrhundert. Die Fassaden des Hauses sind mit Harl verputzt, wobei die Natursteineinfassungen farblich abgesetzt sind. Die nordexponierte straßenseitige Hauptfassade des dreistöckigen Gebäudes ist vier Achsen weit, jedoch nicht vollständig symmetrisch aufgebaut. Rechts ist das Mauerwerk unterkehlt und kragt im Obergeschoss wulstig aus. An der Rückseite geht über die volle Gebäudehöhe ein Treppenturm mit Kreuzgiebel ab. Die Giebel sind als schlichte Staffelgiebel gestaltet. Neben kleineren modernen Anbauten geht an der Rückseite auch ein historischer Anbau ab.